# Муджо
Муджо̀ (на италиански: Muggiò, на западноломбардски: Mugiô) е град и община в Северна Италия, провинция Монца и Брианца, регион Ломбардия. Разположен е на 186 m надморска височина. Населението на общината е 23 443 души (към 2012 г.).
До 2004 г. общината е част от провинция Милано.